# 불고기 (영화)
《불고기》(The, 일본어: 焼肉ムービー プルコギ)는 재일 동포 영화 감독 구수연이 한국의 불고기를 소재로 만든 2007년 영화이다. 타무라 타카히로의 유작이기도 하다.

## 줄거리
어릴 적 어머니의 비밀 소스로 만든 깻잎을 즐겨 먹고 자란 두 형제는 어머니의 갑작스런 죽음 이후로 헤어졌다. 그 후 형인 토라오는 한국식 고기 요리로 대결을 벌이는 TV 프로그램 《야키니쿠 배틀 로얄》의 최강자인 갈비구이 요리사로, 동생 타츠지는 곱창의 달인 한노인 밑에서 요리 견습생으로 소박하게 살고 있다. 토라오의 레스토랑 체인이 한노인과 타츠지의 식당을 무너뜨리기 위해 음모를 꾸미면서 형과 동생은 조금씩 서로에게 다가가지만 결국 최고의 불고기 요리사를 놓고 대결하게 된다.

## 출연진
- 타쓰지(마쓰다 류헤이)
- 요리(야마다 유)
- 한노인(타무라 타카히로)
- 토라오(아라타)
- 토라오(호랑이 왕)회장(모모이 카오리)
- 회장의 부하(타구치 토모로오)
- 야키니쿠 배틀 로얄 사회자(타케우치 리키)
- 야키니쿠 배틀 로얄 리포터(마에다 아이)
- 불고기 식당의 고객(무슈 카마야쓰)
- 야키니쿠 배틀 로얄 심사원장(쯔가와 마사히코)
- 야키니쿠 배틀 로얄 심사원(핫토리 유키오)
- 토리오의 요리 어시스턴트(야자와 신)
- 요리 평론가(릴리 프랭키)